# Уиндхэм Стэнхоуп, Чарльз, 7-й граф Харрингтон
Чарльз Уиндем Стэнхоуп, 7-й граф Харрингтон (англ. Charles Wyndham Stanhope, 7th Earl of Harrington; 16 августа 1809 — 26 июня 1881) — английский пэр.

## Биография
Родился 16 августа 1809 года. Старший сын Фицроя Генри Ричарда Стэнхоупа (1787—1864) и Кэролайн Уиндем (? — 1876), внебрачной дочери Чарльза Уиндема. Внук Чарльза Стэнхоупа, 3-го графа Харрингтона (1753—1829).
В феврале 1866 года после смерти своего неженатого двоюродного брата, Сиднея Сеймура Хайда Стэнхоупа, 6-го графа Харрингтона (1845—1866), Чарльз Стэнхоуп унаследовал титулы 7-го графа Харрингтона, 7-го виконта Питершема и 7-го барона Харрингтона, став членом Палаты лордов.
71-летний лорд Харрингтон умер 26 июня 1881 года, и ему наследовал его старший сын, Чарльз Стэнхоуп, 8-й граф Харрингтон.

## Семья
16 февраля 1839 года в Париже, Франция, Чарльз Стэнхоуп женился на Элизабет Стилл де Пирсолл (8 марта 1821 года — 6 февраля 1912), дочери Роберта Лукаса де Пирсолла из замка Вартензее, Швейцария, и Марии Генриетты Элизабет Хобдей. Дети Элизабет и Чарльза:
- Леди Кэролайн Маргарита Стэнхоуп (род. 28 января 1840 — 7 августа 1906). Замужем за Джеймсом Пенроузом Ингэмом, сыном сэра Джеймса Тейлора Ингэма.
- Леди Лестер Филиппа Стэнхоуп (31 июля 1842[3] — 20 июля 1920[4]), в 1883 году она вышла замуж за Уильяма Шарпа Уэйтмана (умер в 1922 году)[5]
- Чарльз Огастес Стэнхоуп, 8-й граф Харрингтон (9 января 1844 — 5 февраля 1917), старший сын и преемник отца.
- Достопочтенный Фицрой Уильям Уитбред Стэнхоуп (25 декабря 1845 — 9 декабря 1913). Женат первым браком на Джесси Мэрион Хокинс Гамильтон, приемной дочерью Дж. Х. Гелла. Его второй женой стала Этель Чепмен, дочь Питера Годфри Чепмена.
- Фанни Джоанна Стэнхоуп (род. 29 декабря 1846)
- Лейтенант Достопочтенный Линкольн Эдвин Стэнхоуп (6 апреля 1849 — 1 июня 1902). Женат на Элен де Бравура, дочери Леона де Бравура и графини де Гальве. Лейтенант 7-го гвардейского драгунского полка.
- Достопочтенный Уиндем Эдвард Кэмпбелл Стэнхоуп (17 июня 1851 — 27 июля 1883). Женат на Камилле Кэролайн Рейлофф, дочери Эдварда Рейлоффа.
- Леди Джейн Харриет Шарлотта Стэнхоуп (29 июля 1853 — 8 сентября 1889), замужем за Эрролом Огастесом Джозефом Генри Блейком, 4-м бароном Уоллскортом (1841—1918).
- Достопочтенный Джеральд Луи Стэнхоуп (6 июля 1855 — 19 мая 1866)
- Дадли Генри Иден Стэнхоуп, 9-й граф Харрингтон (13 января 1859 — 13 ноября 1928).
- Леди Бланш Джорджина Стэнхоуп (22 июня 1861 — февраль 1939)
- Шарлотта Огаста Стэнхоуп (род. 11 ноября 1863).